# 程雲鵬
程雲鵬（1477年—？年），字汝南，四川順慶府南充縣人，民籍，明朝政治人物。

## 生平
弘治戊午四川鄉試第三十九名舉人。弘治十五年（1502年）中式壬戌科二甲第五十四名進士。曾官浙江衢州府知府。

## 家族
曾祖程天佑；祖父程賢，縣丞；父程宗傑，母杜氏。